# کریس بارتلی (قایقران)
کریس بارتلی (انگلیسی: Chris Bartley؛ زادهٔ ۲ فوریهٔ ۱۹۸۴) ورزشکار روئینگ اهل بریتانیا است.
وی در مسابقات کشوری و بین‌المللی در مجموع برندهٔ ۱ مدال طلا، ۴ مدال نقره، ۴ مدال برنز شده‌است.